# Волков, Дмитрий Аркадьевич
Дми́трий Арка́дьевич Во́лков (30 марта 1966, Москва — 16 января 2025, Москва) — советский пловец, специализировавшийся в плавании брассом. Заслуженный мастер спорта СССР (1984).
Обладатель трёх олимпийских медалей: серебряный призёр Олимпийских игр в Барселоне (1992) в комбинированной эстафете 4×100 метров в составе Объединённой команды и дважды бронзовый медалист Олимпийских игр в Сеуле (1988) (100 метров брассом, комбинированная эстафета 4×100 метров). Экс-рекордсмен мира. Четырёхкратный чемпион Европы, многократный чемпион СССР.

## Биография
Дмитрий Волков родился 30 марта 1966 года в Москве.
В 1969 году начал заниматься плаванием в бассейне «Динамо», первым тренером была Л. В. Кашина.
Победитель Игр доброй воли в 1986 году.
В 1989 году окончил ГЦОЛИФК, высшие офицерские курсы при Военном институте физической культуры,
В феврале 1990 года Волков установил мировой рекорд на дистанции 100 метров брассом в 25-метровом бассейне (59,30 с), который был побит в августе 1993 года австралийцем Филом Роджерсом (59,07).
В 1992 году завершил спортивную карьеру.
В 1994 году окончил курсы банковского и финансового менеджмента при МГТУ имени Н. Э. Баумана.
С 2001 по 2010 год был советником президента Олимпийского комитета России.
С 2004 по 2008 год являлся главным редактором газеты «Олимпийская Россия».
С 2009 года главный редактор журнала «Плавание».
Д. Волков умер 16 января 2025 года в возрасте 58 лет. Последний год он боролся с онкологическим заболеванием. Похоронен на Хованском кладбище в Москве.

## Семья
С 1988 года был женат на советской прыгунье в воде, призёре чемпионата Европы Татьяне Волковой (Алябьевой) (род. 1966). Дочери-близнецы Антонина и Софья (род. 1989), занимались синхронным плаванием, были многократными чемпионками Европы (2005, 2006) и мира (2006) среди юниоров в разных видах программы.

## Награды
- Медаль «За трудовое отличие» (1984)[10];
- Медаль «За трудовую доблесть» (1988)[10].